# 保坂秀樹
保坂 秀樹（ほさか ひでき、1971年8月5日 - 2021年8月2日）は、日本のプロレスラー。

## 経歴
1990年5月、木村浩一郎に誘われてS.A.W.に入門。1年間に渡り修行を積み、同道場から派遣される形で1991年8月7日、W★INGプロモーション後楽園ホール大会での格闘技マッチでプロデビューした。
旧W★ING崩壊後、所属していた選手達の殆どがW★INGプロモーションに移籍する中、保坂はW★INGプロモーションと別れたWMAに所属するものの、WMAは一試合も行うこと無く活動停止してしまう。
その後、PWCに移籍して弁慶のリングネームで試合を行うものの同団体の経営難から離脱し、一時リングスにも出場するなどしたが、1994年にFMWに活動の場を移しW★ING同盟で活躍。1995年2月にリッキー・フジを破り第3代インディペンデント・ワールド・ジュニアヘビー級王座を獲得する。2000年4月には、佐々木嘉則をパートナーにWEWハードコアタッグ初代王者になり、同タッグ王座には合計3度就くことになった。
FMW所属時から全日本プロレスに登場していたが、2002年3月23日に正式に全日本プロレスへ入団した。中堅どころとして活動していたが、2003年当時、対抗戦を行なっていたプロレスリングZERO-ONEに参戦した際に「ZERO-ONE最高」といった旨の発言を行い全日本と敵対したことから、全日本に籍を残しながらZERO-ONEにレギュラー参戦していた。しかし、ZERO-ONE崩壊後は全日本に所属していない。5月に右膝を骨折し、長期欠場することとなった。
長期欠場の後、2006年9月24日の維新力30周年記念大会で復帰した。当初は天龍源一郎の付き人として来ただけだったが、天龍の一言で復帰することになった。
その後もWMFでヒールとして継続参戦を続けていたが、団体も解散となりセミリタイア状態となった。
2012年、茨城県を本拠とするローカル団体であるごじゃっぺプロレスのGJPヘビー級初代王者となった。
2014年8月23日、新潟市の新潟デンカビッグスワンスタジアム前の特設会場にてスーパーササダンゴマシンと新潟無差別級選手権試合を行う。結果は、対戦相手のササダンゴが自らアイス・バケツ・チャレンジをした後、ラリアットからの片エビ固めで保坂の勝利となった。
2016年10月、千葉県の袖ケ浦市の市議会選挙にも立候補したが、最下位で落選した。
2017年、ミスター・ポーゴが死去したことに伴い、自らが「ミスター・ポーゴ2世」になることを表明する。現時点では師匠の大仁田厚の引退時まで同リングネームで活動することを発表した。
2019年8月18日の大日本プロレス大阪大会後、体調が悪化したため9月13日に緊急入院した。検査の結果、医師から大腸がんステージ4で肝臓にもがんが転移していることを告知された。10月15日に手術を受けたが、腹膜炎を発症したため同24日に再手術を行った。なお、保坂と親交が深かったプロレスリングA-TEAMは12月27日、新木場1stRINGにおいて「がんばれ “弁慶”!負けるな、保坂秀樹!!」のタイトルで保坂を応援する興行を開催した。
2021年8月2日、がんのため死去。49歳没。大腸がんは快方に向かっていたが、肝臓がんとの闘いが続いていた。保坂の師匠でもある大仁田は、「俺より先に逝きやがってバカヤロー!」と悲痛のコメントを寄せ、保坂の冥福を祈った。

## 得意技
ビルディングボム
シットダウン式ラストライドと同型。
ラリアット

## タイトル歴
- インディペンデントワールド世界ジュニアヘビー級王座
- WEWハードコアタッグ王座
- GJPヘビー級王座
- GJPタッグ王座
- 新潟無差別級王座

## 入場曲
- 初代 : BALLS TO THE WALL（ACCEPT）
- 2代目 : WILDER
- 3代目 : WALK
- 4代目 : BUILDINGBOMB